# Pieris canidia
Pieris canidia är en fjärilsart som först beskrevs av Anders Sparrman 1768.  Pieris canidia ingår i släktet Pieris och familjen vitfjärilar. Inga underarter finns listade i Catalogue of Life.

## Bildgalleri

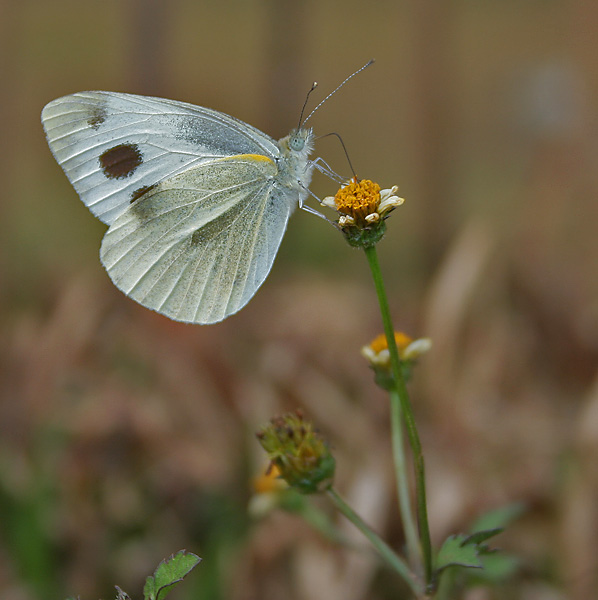
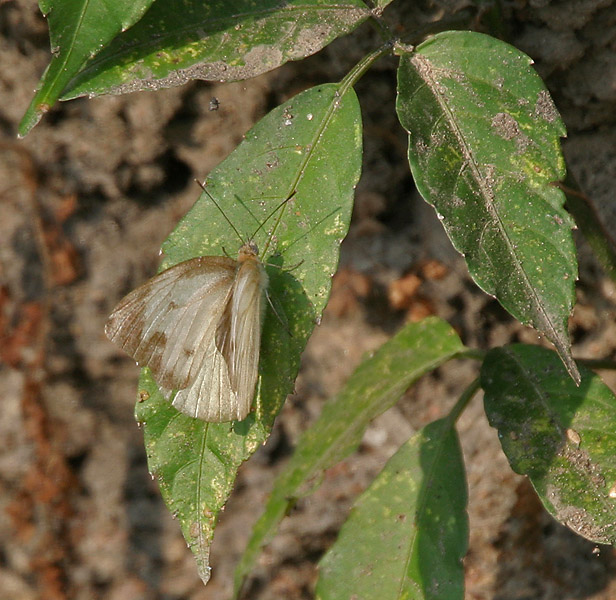
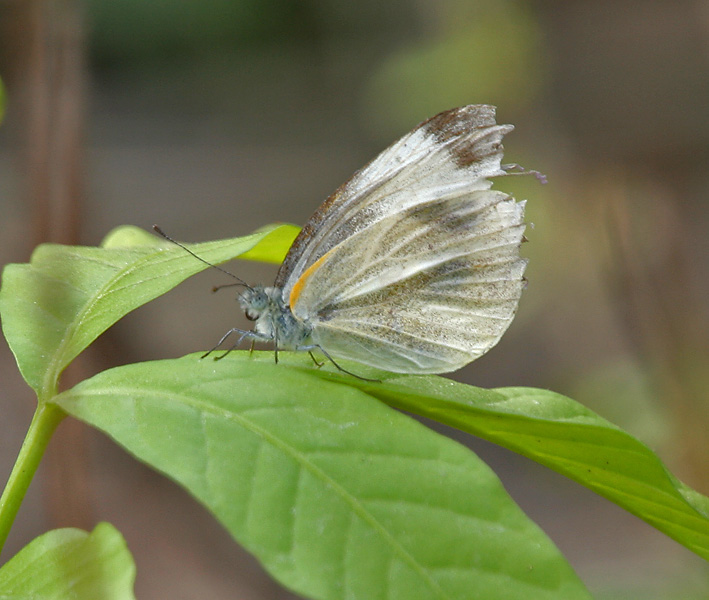
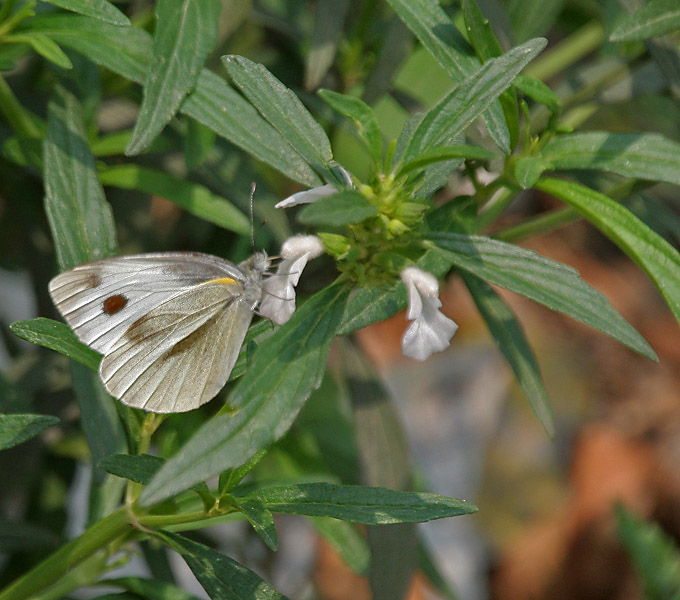